# 감람나무과
감람나무과(橄欖--科, 학명: Burseraceae 부르세라케아이[*])는 무환자나무목의 과이다. APG와 APG II 분류 체계에서는 무환자나무목에 속하지만, 이전의 분류 체계에서는 운향목(Rutales)으로 분류되었다. 아시아와 아프리카 그리고 남북아메리카의 아열대 기후 지역부터 열대 기후 지역에 걸쳐 17~18개 속에 540종이 분포한다.

## 하위 분류
| - 감람나무속 (Canarium) L. - 사푸나무속 (Pachylobus) G.Don - 양초나무속 (Dacryodes) Vahl - 오쿠메나무속 (Aucoumea) Pierre - 유향나무속 (Boswellia) Roxb. ex Colebr. - Ambilobea Thulin, Beier & Razafim. - Beiselia Forman - Bursera Jacq. ex L. - 콤미포라속 (Commiphora) Jacq. - Crepidospermum Hook.f. | - Garuga Roxb. - Haplolobus H.J.Lam - Protium Burm.f. - Rosselia Forman - Santiria Blume - Scutinanthe Thwaites - Tapirocarpus Sagot - Tetragastris Gaertn. - Trattinnickia Willd. - Triomma Hook.f. |